# Estadio FC Minsk
El Estadio FC Minsk es un estadio de fútbol ubicado en la ciudad de Minsk, Bielorrusia. El construido entre 2012 y 2015 e inaugurado el 7 de mayo de 2015 posee una capacidad para 3.200 asientos y es utilizado principalmente por el club FC Minsk de la Liga Premier de Bielorrusia.
El estadio es también utilizado por clubes menores de la ciudad como el FC Isloch Minsk y el FC Energetik-BGU Minsk, así como el equipo femenino del FC Minsk que lo utilizó principalmente como sede para sus partidos de la UEFA Women's Champions League.  
El estadio se construyó en el mismo lugar que el antiguo Estadio Kamvolschik demolido en 2011 y utilizado en el pasado para partidos de la Liga SSR de Bielorrusia y como campo ocasional para los juegos de la Liga Premier y la Copa de Bielorrusia por varios clubes.